# 白朗
白 朗（はく ろう）は、中華民国時代の土匪。名は永丞。字は明心、朗斎。通名は白狼。

## 事跡
辛亥革命が発生した1911年（宣統3年）10月、宝豊で挙兵した。初めは20数人と小銃1本を有するにすぎなかったが、後に周辺の民兵を糾合していき、1912年（民国元年）には500人を擁し、河南省西部一帯でゲリラ戦を展開した。
1913年（民国2年）、第二革命が発生すると白朗は南方の革命党の支持のもと、袁世凱政権に反乱を起こし、京漢線の安全を脅かすようになった。袁世凱は湖北省・河南省・陝西省の3省連合軍で白朗を包囲したが、連合軍のうち陝西の王生岐の部隊が反乱を起こし、白朗軍に参加した。これにより白朗軍の兵力と装備は大いに改善され、白朗は「中華民国扶漢討袁司令大都督」と自称するようになった。
1914年（民国3年）、白朗軍は袁世凱軍の包囲を突破して安徽省に侵入した。2月13日、袁世凱は段祺瑞を総司令として北洋軍の精鋭を繰り出して白朗を追撃した。追われた白朗は安徽省を離れて湖北省に入り、3月8日に老河口を占領した。このとき兵力は2万人に達していた。
この後、白朗は西進を決意して3月17日に陝西省に入った。たびたび現地の駐防軍を破り、天水・岷県を経て甘粛省南部のチベット族居住地区に入った。しかし拠点を築くことに失敗し、武器も入手できなかったので、白朗は軍を引き返して河南省に戻った。白朗は袁世凱の防衛線を突破して6月に河南省に戻ることができたが、損失は甚大でやむなく軍を分散してゲリラ戦に移行した。やがて袁世凱軍に各個撃破され、白朗は宝豊の戦いで包囲に落ちる。包囲を突破した際に銃弾を浴びて負傷し、8月5日に石荘で死亡した。享年42。
この白朗の軍（白狼軍）に1913年10月頃から1914年1月初めまで、中国名「王鉄石」として入った日本人がいた。工藤鉄三郎である。工藤は後1932年に満洲国執政溥儀から「忠」名をもらい、戸籍上も工藤忠と改名した。工藤は南京の第二革命軍に参加し、革命軍の崩壊の後、漢口から白狼軍に向かい、江湖会（哥老会）の会員となってから河南省の荊紫関で白狼軍に入り、雲南の革命派2人とも会った。のち工藤は革命派竇家法とともに日本に行き、孫文と黄興に白狼軍との連携を働き掛けたが、孫文・黄興は殺戮・略奪・強姦・破壊を繰り返す白狼軍と手を握ることは、盛んに革命派と白狼軍の連携を宣伝している袁世凱政権の術中に陥るものだと拒否した。しばしば諸研究で強調されている孫文・黄興による白狼軍への働きかけということは、疑問なのである。
以上は、山田勝芳「工藤忠資料から見た白狼軍（白朗軍）」（『東北アジア研究』17号、2013年）による。